# 6. Oscar-gála
Az 6. Oscar-gálát, melyen a Filmakadémia díjait osztották ki, 1934. március 16-án tartották.
1933. március 5-én összeomlott a New York-i tőzsde, kezdetét vette a gazdasági válság, ez a filmstúdiók életére is kihatással volt. A stúdiók két hónapig a heti 50 dollárnál többet keresők fizetésének csak a felét fizették ki. Két stúdió a két hónap letelte után sem fizetett, ezért tiltakozásul lemondott a Filmakadémia elnöke, a tagság bizalma megrendült.[forrás?] Az elmérgesedett helyzetben a színészek tömegesen léptek ki a Filmakadémiából és saját szakszervezetet alapítottak. A Screen Actors Guild érdekvédelmi szervezet első elnökévé Fredric Marchot választották, ő kapta az előző díjkiosztón a legjobb férfi színész elismerést. Ezek miatt elmaradt az 1933-as Oscar-gála.[forrás?]
Tizennyolc hónap kihagyás után 1934 márciusában az előző évektől eltérően, áttértek az előző évben január és december között bemutatót filmek jutalmazására. Ebben az évben használta először az Oscar nevet Sidney Skolsky, Hollywood egyik ismert filmes újságírója.
Az Ambassador Hotel Fiesta-termében tartott ünnepségre a legjobb színésznő díját elnyert Katharine Hepburn nem ment el. Mivel íratlan szabály, hogy Oscart csak amerikai film kaphat,[forrás?] Korda Sándor, aki brit állampolgár volt, bár VIII. Henrik magánélete című filmje a jelöltek között volt, az amerikai gyártású Kavalkád nyert. Így is két magyar származású volt a díjazottak között, William Fox a Kavalkádot elkészítő filmstúdió vezetője, és William Darling (akit eredetileg Sándorházi Vilmosnak hívtak), ő a film művészi kivitelezéséért kapta meg első és nem utolsó Oscar-díját.

## Kategóriák és jelöltek
nyertesek félkövérrel jelölve

### Legjobb film
- Kavalkád (Cavalcade) – Fox – Winfield Sheehan stúdióvezető
  - VIII. Henrik magánélete (The Private Life of Henry VIII) – London Films, United Artists (British) – Alexander Korda
  - 42. utca foglya (42nd Street) – Warner Bros. – Darryl F. Zanuck
  - Búcsú a fegyverektől (A Farewell to Arms) – Paramount – Adolf Zukor
  - Szökevény vagyok (I Am a Fugitive from a Chain Gang) – Warner Bros. – Hal B. Wallis
  - Lady egy napra (Lady for a Day) – Columbia – Frank Capra
  - Fiatal asszonyok (Little Women) – RKO Pictures Radio – Merian C. Cooper, Kenneth MacGowan
  - She Done Him Wrong – Paramount – William LeBaron
  - Smilin' Through – Metro-Goldwyn-Mayer – Irving Thalberg
  - State Fair – Fox – Winfield Sheehan stúdióvezető

### Legjobb színész
- Charles Laughton – VIII. Henrik magánélete (The Private Life of Henry VIII)
  - Leslie Howard    – Berkeley Square
  - Paul Muni        – Szökevény vagyok (I Am a Fugitive from a Chain Gang)

### Legjobb színésznő
- Katharine Hepburn –Morning Glory
  - May Robson –Lady egy napra (Lady for a Day)
  - Diana Wynyard – Kavalkád (Cavalcade)

### Legjobb rendező
- Frank Lloyd – Kavalkád (Cavalcade)
  - Frank Capra – Lady egy napra (Lady for a Day)
  - George Cukor – Fiatal asszonyok (Little Women)

### Legjobb eredeti történet
- One Way Passage – Robert Lord
  - A hivatásos boxoló és a hölgy (The Prizefighter and the Lady) – Frances Marion
  - Rasputin and the Empress – Charles MacArthur

### Legjobb adaptált forgatókönyv
- Fiatal asszonyok (Little Women) – Victor Heerman, Sarah Y. Mason forgatókönyve Louisa May Alcott regénye alapján
  - Lady egy napra (Lady for a Day) – Robert Riskin forgatókönyve Damon Runyon: Madame la Gimp című műve alapján
  - State Fair – Paul Green, Sonya Levien forgatókönyve Philip Strong regénye alapján

### Legjobb fényképezés
- Charles Bryant Lang. Jr, Búcsú a fegyverektől (A Farewell to Arms)
  - George J. Folsey – Reunion in Vienna
  - Karl Struss – A kereszt jele (The Sign of the Cross)

### Legjobb látványtervezés
- William S. Darling –  Kavalkád (Cavalcade)
  - Hans Dreier, Roland Anderson –  Búcsú a fegyverektől (A Farewell to Arms)
  - Cedric Gibbons –  When Ladies Meet

### Legjobb hangkeverés
- Búcsú a fegyverektől (A Farewell to Arms)  – Franklin Hansen (hangrendező) (Paramount Studio Sound Department)
  - 42. utca foglya (42nd Street) –  Nathan Levinson (hangrendező) (Warner Bros. Studio Sound Department)
  - Gold Diggers of 1933 – Nathan Levinson (hangrendező) (Warner Bros. Studio Sound Department)
  - Szökevény vagyok (I Am a Fugitive from a Chain Gang) – Nathan Levinson (hangrendező) (Warner Bros. Studio Sound Department)

### Legjobb rövidfilm (vígjáték)
- So This Is Harris – Lou Brock  
  - Mister Mugg – Warren Doane
  - A Preferred List – Lou Brock

### Legjobb rövidfilm (újdonság)
- Krakatoa  – Joe Rock
  - Menu – Pete Smith
  - Morze (ismeretterjesztő)

### Legjobb animációs rövidfilm
- A három kismalac (Three Little Pigs) – Walt Disney
  - Building a Building – Walt Disney
  - The Merry Old Soul – Walter Lantz

### Legjobb segédrendező
- Charles Barton (Paramount)
- Scott R. Beal (Universal)
- Charles Dorian (M-G-M)
- Fred Fox (UA)
- Gordon Hollingshead (Warner Bros.)
- Dewey Starkey (RKO Radio)
- William Tummel (Fox)
  - Al Alleborn (Warner Bros.)
  - Sid Brod (Paramount)
  - Orville O. Dull (M-G-M)
  - Percy Ikerd (Fox)
  - Arthur Jacobson (Paramount)
  - Edward Killy (RKO Radio)
  - Joseph A. McDonough (Universal)
  - William J. Reiter (Universal)
  - Frank Shaw (Warner Bros.)
  - Ben Silvey (UA)
  - John Waters (M-G-M)

### Különdíj

#### Tudományos vagy technikai díj (II. osztály)
- (Electrical Research Products Inc.)

A széles frekvenciasávú felvevő és lejátszó rendszerükért. [hang]
- (RCA Victor Co. Inc.)

A torzításmentes felvevő és lejátszó rendszerükért. [hang]

#### Tudományos vagy technikai díj (III. osztály)
- Fred Jackman, Sidney Saunders (RKO Studios Inc.) (Fox Film Corp., Warner Bros. Pictures Inc.)

Az összetett fényképészethez készített áttetsző cellulóz vetítővászon fejlesztéséért és hatékony használatáért. [fényképészet]

## Statisztika

### Egynél több jelöléssel bíró filmek
- 4 jelölés: Kavalkád (Cavalcade), Búcsú a fegyverektől (A Farewell to Arms), Lady egy napra (Lady for a Day)
- 3 jelölés: Szökevény vagyok (I Am a Fugitive from a Chain Gang), Fiatal asszonyok (Little Women)
- 2 jelölés: 42. utca foglya (42nd Street), VIII. Henrik magánélete (The Private Life of Henry VIII), State Fair

### Egynél több díjjal bíró filmek
- 3 díj: Kavalkád (Cavalcade)
- 2 díj: Búcsú a fegyverektől (A Farewell To Arms)